# Сент-Оран-Пуи-Пети
Сент-Ора́н-Пуи́-Пети́ (фр. Saint-Orens-Pouy-Petit) — коммуна во Франции, находится в регионе Юг — Пиренеи. Департамент — Жер. Входит в состав кантона Валанс-сюр-Баиз. Округ коммуны — Кондом.
Код INSEE коммуны — 32400.

## География

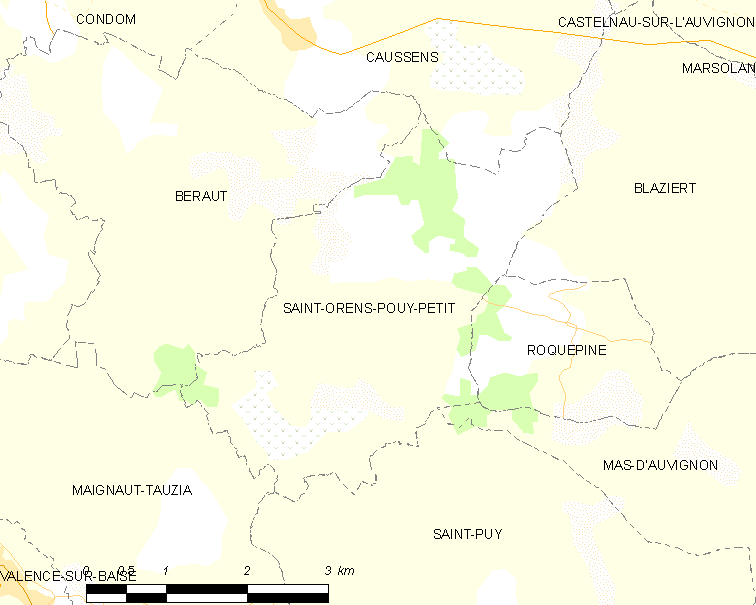
Карта коммуны

Коммуна расположена приблизительно в 570 км к югу от Парижа, в 90 км северо-западнее Тулузы, в 33 км к северу от Оша.
На северо-востоке коммуны протекает река Овиньон.

## Климат
Климат умеренно-океанический. Лето жаркое и немного дождливое, температура часто превышает 35 °С. Зимой часто бывает отрицательная температура и ночные заморозки. Годовое количество осадков — 700—900 мм.

## Население
Население коммуны на 2010 год составляло 149 человек.
| 1962 | 1968 | 1975 | 1982 | 1990 | 1999 | 2010 |
| ---- | ---- | ---- | ---- | ---- | ---- | ---- |
| 227  | 209  | 172  | 207  | 190  | 141  | 149  |

## Администрация
| Период | Период | Фамилия     | Партия | Примечания |
| ------ | ------ | ----------- | ------ | ---------- |
| 2001   | 2020   | Мишель Мест |        |            |

## Экономика
В 2010 году среди 89 человек трудоспособного возраста (15-64 лет) 64 были экономически активными, 25 — неактивными (показатель активности — 71,9 %, в 1999 году было 75,0 %). Из 64 активных жителей работали 62 человека (32 мужчины и 30 женщин), безработных было 2 (1 мужчина и 1 женщина). Среди 25 неактивных 6 человек были учениками или студентами, 17 — пенсионерами, 2 были неактивными по другим причинам.

## Достопримечательности
- Укреплённая деревня Сент-Оран
- Замок Сент-Оран (XVI век)
- Замок Пуи-Пети (XIII век)

## Фотогалерея

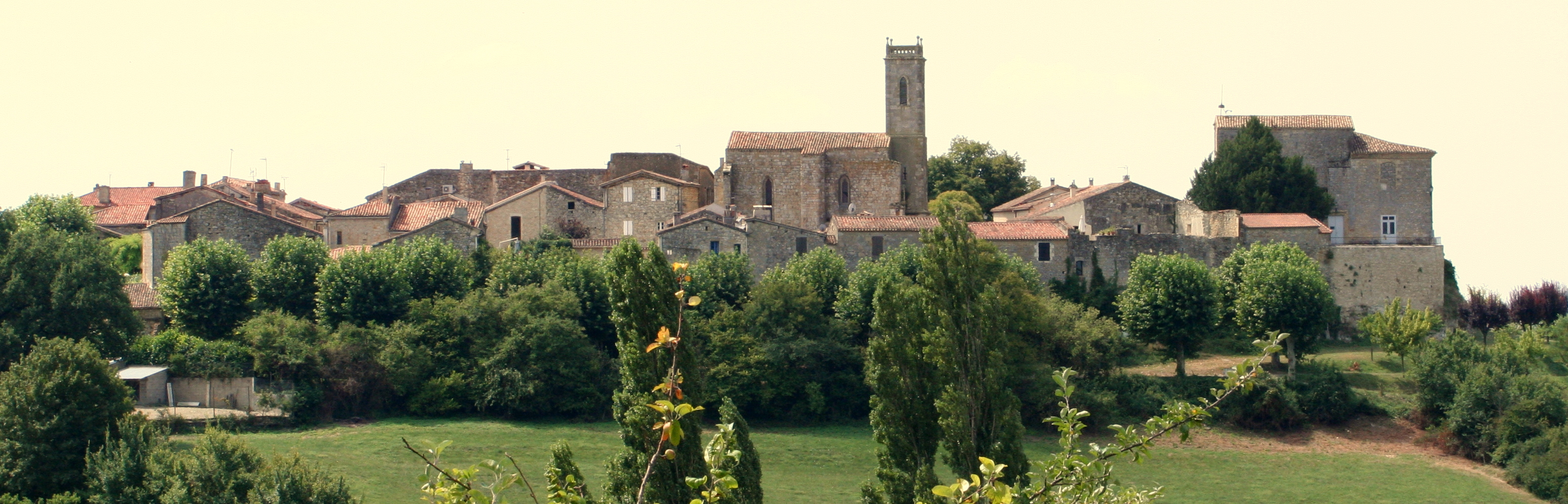
Сент-Оран-Пуи-Пети
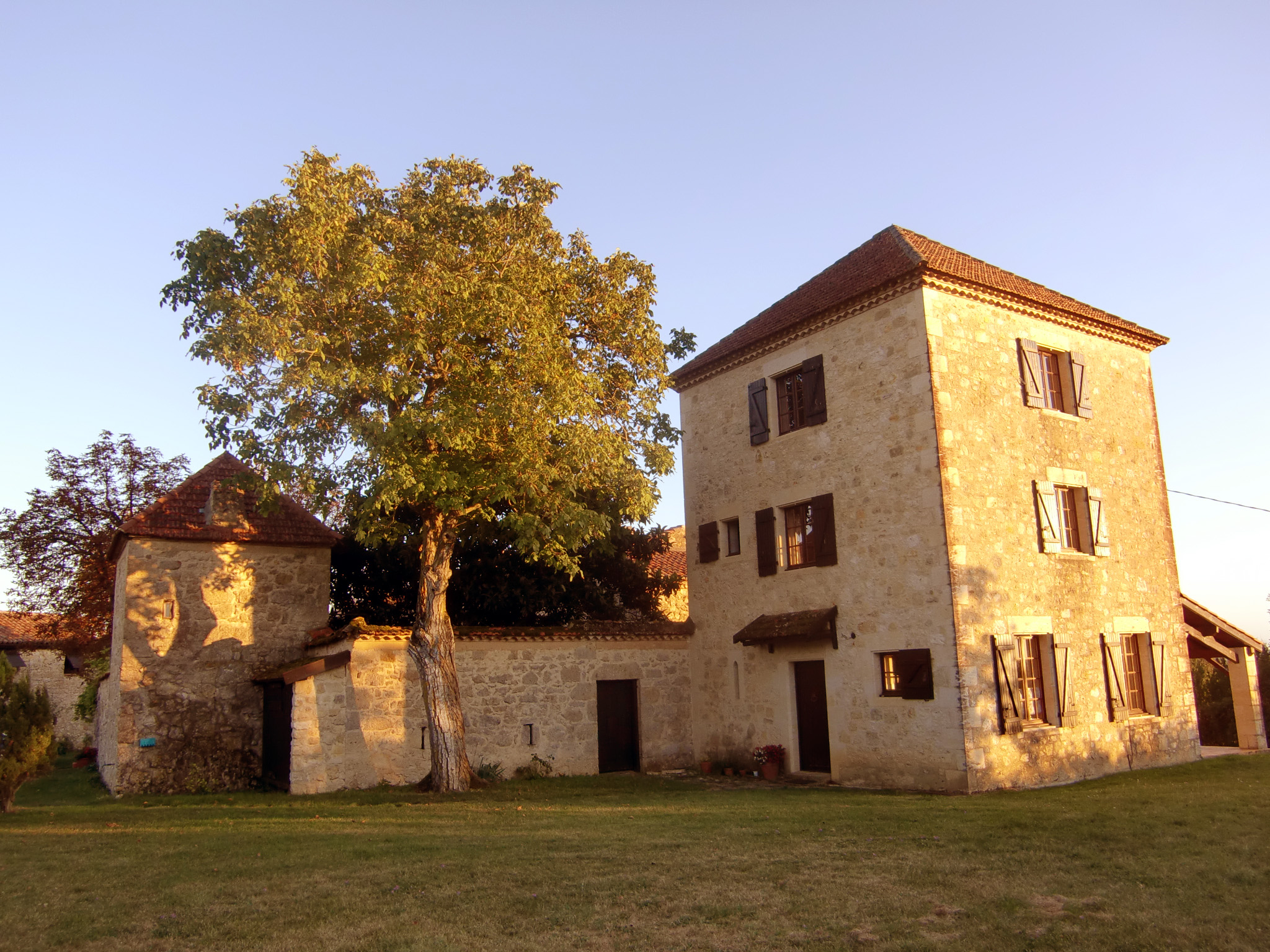
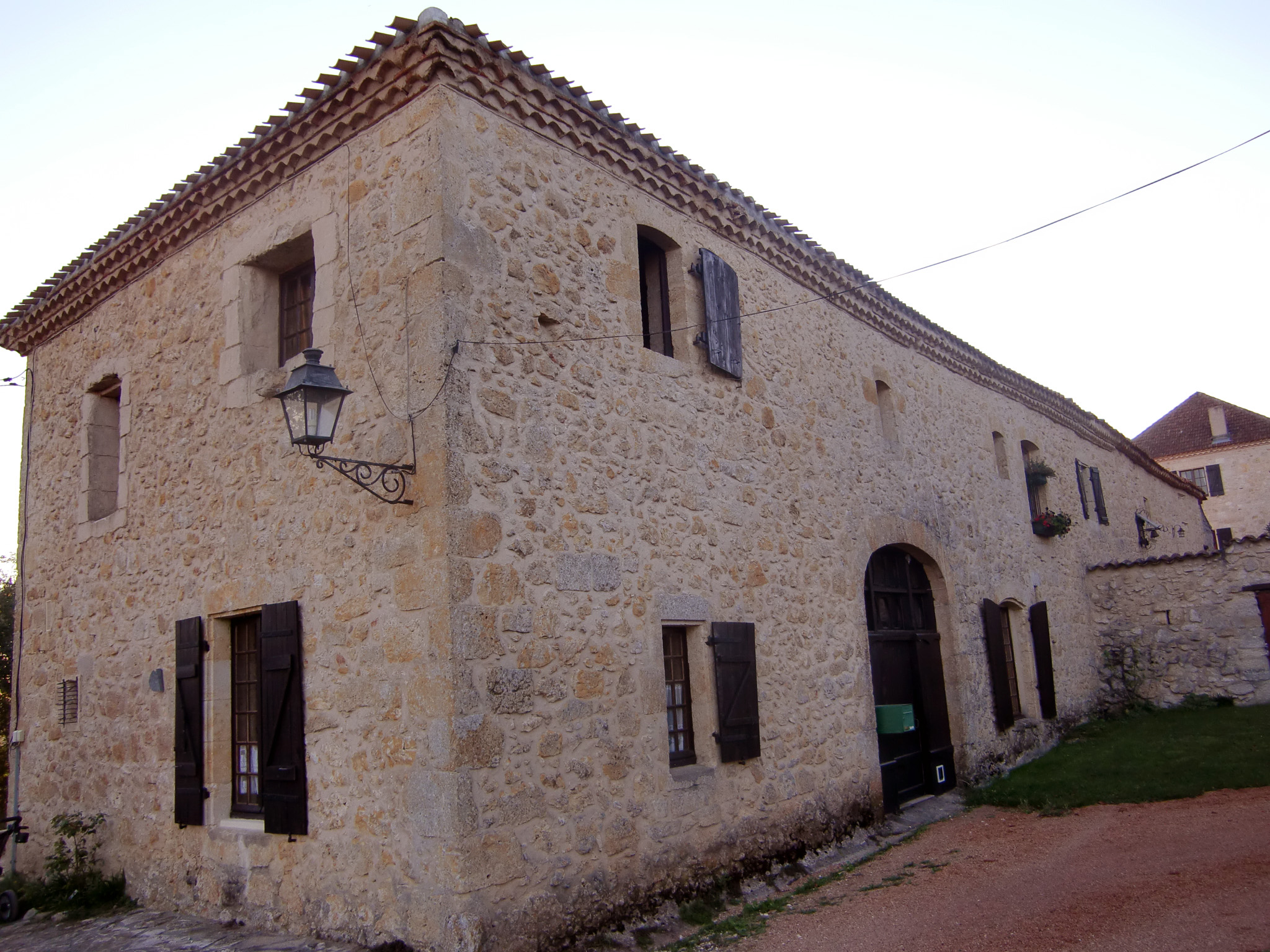
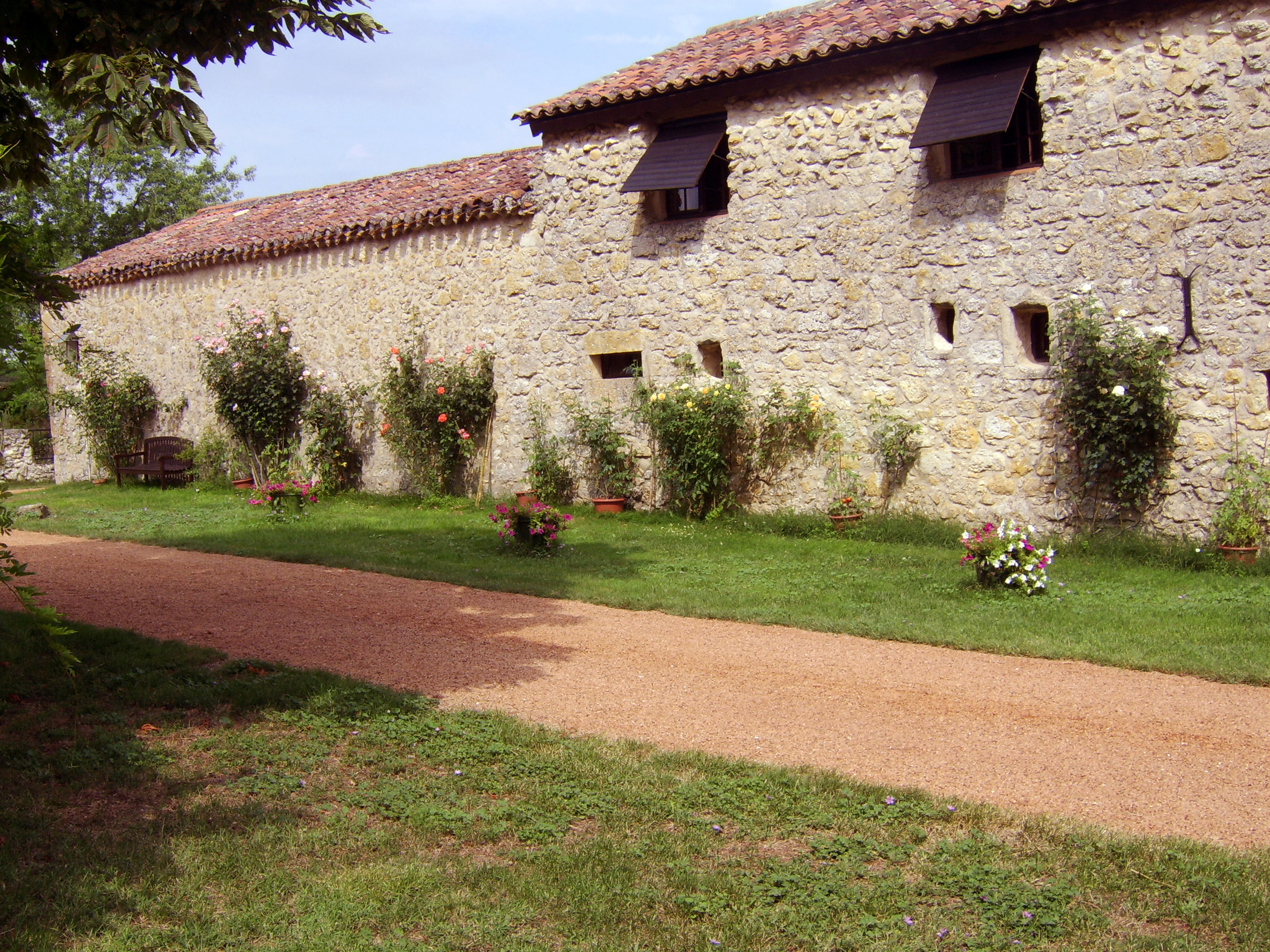